# 第12回カペラステークス
第12回カペラステークスは、2019年12月8日に中山競馬場で行われた競馬の競走である。コパノキッキングが優勝した。コパノキッキングに騎乗した藤田菜七子はJRA所属の女性騎手として初めてJRA重賞制覇を達成した。

## レース施行前の状況

### JRA所属
美浦
| 馬名               | 前走  | 前走 | 前走   | 前走            | 前走     | 実績   | 実績               | 実績 | 出典  |
| 馬名               | 月日  | 開催 | 格     | レース名        | 着順     | 格     | レース名           | 着順 | 出典  |
| ------------------ | ----- | ---- | ------ | --------------- | -------- | ------ | ------------------ | ---- | ----- |
| オウケンビリーヴ   | 4.17  | 船橋 | JpnIII | マリーンC       | 競走除外 | JpnIII | クラスターC        | 1着  | [ 2 ] |
| シャインヴィットウ | 11.24 | 京都 | OP     | オータムリーフS | 8着      | JpnIII | サマーチャンピオン | 3着  | [ 3 ] |
| ドリュウ           | 11.17 | 東京 | OP     | 霜月S           | 6着      | 3勝    | テレビ静岡賞       | 1着  | [ 4 ] |
| ハングリーベン     | 11.24 | 京都 | OP     | オータムリーフS | 6着      | JpnII  | 兵庫ジュニアGP     | 2着  | [ 5 ] |
| レッドアネラ       | 9.8   | 中山 | 3勝    | 外房S           | 1着      |        |                    |      | [ 6 ] |

美浦所属馬で重賞制覇の経験があるのは、2018年のクラスターカップを勝利しているオウケンビリーヴ。4月のマリーンカップで競走除外となって以来、8月に栗東の安田隆行厩舎から美浦の和田勇介厩舎に転厩した。理由として「こちらの環境に慣れすぎてしまい、ゲート試験でうるさくなってしまう。なので、ゲート試験合格のために環境を変えようということになりました」（安田）としている。その後間隔を空けて出走。サマーチャンピオンで3着となったシャインヴィットウ、オープン昇格後2戦目で重賞初挑戦となるドリュウ、全日本2歳優駿（7着）以来の重賞挑戦となるハングリーベン、2勝クラスから2連勝でオープンクラス入りしたレッドアネラが参戦した。
栗東
| 馬名               | 前走  | 前走 | 前走  | 前走            | 前走 | 実績   | 実績               | 実績 | 出典   |
| 馬名               | 月日  | 開催 | 格    | レース名        | 着順 | 格     | レース名           | 着順 | 出典   |
| ------------------ | ----- | ---- | ----- | --------------- | ---- | ------ | ------------------ | ---- | ------ |
| オールドベイリー   | 7.7   | 中京 | GIII  | プロキオンS     | 14着 | OP     | 室町S              | 1着  | [ 8 ]  |
| ゴールドクイーン   | 11.4  | 浦和 | JpnI  | JBCレディスC    | 2着  | JpnIII | かきつばた記念     | 1着  | [ 9 ]  |
| コパノキッキング   | 11.4  | 浦和 | JpnI  | JBCスプリント   | 2着  | JpnII  | 東京盃             | 1着  | [ 10 ] |
| シュウジ           | 10.19 | 京都 | OP    | 室町S           | 15着 | GII    | 阪神C              | 1着  | [ 11 ] |
| タテヤマ           | 10.19 | 京都 | OP    | 室町S           | 2着  | OP     | 天王山S            | 1着  | [ 12 ] |
| テーオージーニアス | 11.24 | 京都 | OP    | オータムリーフS | 2着  | 3勝    | 北陸S              | 1着  | [ 13 ] |
| ハニージェイド     | 11.17 | 京都 | 3勝   | 西陣S           | 1着  |        |                    |      | [ 14 ] |
| ヒザクリゲ         | 10.2  | 大井 | JpnII | 東京盃          | 8着  | JpnIII | サマーチャンピオン | 2着  | [ 15 ] |
| ビップライブリー   | 11.24 | 京都 | GIII  | 京阪杯          | 15着 | L      | 春雷S              | 1着  | [ 16 ] |
| ヒロシゲゴールド   | 10.19 | 京都 | OP    | 室町S           | 12着 | JpnIII | クラスターC        | 2着  | [ 17 ] |

栗東所属で遠征する馬は、重賞を制した経験があるのは2019年のかきつばた記念を勝利し、前走はJBCレディスクラシック（JpnI）で2着となったゴールドクイーン、2019年の東京盃など重賞通算3勝のコパノキッキング、2016年の阪神カップなど重賞2勝のシュウジが出走。

### 地方所属
| 馬名         | 前走  | 前走 | 前走 | 前走     | 前走 | 実績 | 実績     | 実績 | 出典   |
| 馬名         | 月日  | 開催 | 格   | レース名 | 着順 | 格   | レース名 | 着順 | 出典   |
| ------------ | ----- | ---- | ---- | -------- | ---- | ---- | -------- | ---- | ------ |
| ダノングッド | 11.13 | 大井 | OP   | 黄葉賞   | 3着  | OP   | 京葉S    | 1着  | [ 18 ] |

大井から1頭が出走したが南関東重賞等での実績は無く、伏兵の域を出ないものだった。

## 出走馬と枠順
以下の情報はnetkeiba.comによる。
2019年12月8日 第5回中山競馬第4日目 3歳以上オープン
天気：晴、馬場状態：良、発走時刻：15時20分
| 枠番 | 馬番 | 競走馬名           | 性齢 | 斤量 | 騎手       | 調教師 | 調教師     | 単勝   | 単勝 |
| 枠番 | 馬番 | 競走馬名           | 性齢 | 斤量 | 騎手       | 所属   | 氏名       | オッズ | 人気 |
| ---- | ---- | ------------------ | ---- | ---- | ---------- | ------ | ---------- | ------ | ---- |
| 1    | 1    | ドリュウ           | 牡4  | 56   | M.デムーロ | 美浦   | 土田稔     | 16.3   | 5    |
| 1    | 2    | ビップライブリー   | 牡6  | 56   | 北村宏司   | 栗東   | 清水久詞   | 192.0  | 14   |
| 2    | 3    | ヒザクリゲ         | 牝4  | 54   | 石橋脩     | 栗東   | 牧浦充徳   | 66.2   | 10   |
| 2    | 4    | ゴールドクイーン   | 牝4  | 55   | 古川吉洋   | 栗東   | 坂口智康   | 2.3    | 1    |
| 3    | 5    | ハングリーベン     | 牡5  | 56   | 野中悠太郎 | 美浦   | 武井亮     | 122.3  | 12   |
| 3    | 6    | ダノングッド       | 牡7  | 56   | 矢野貴之   | 大井   | 宗形竹見   | 256.3  | 16   |
| 4    | 7    | コパノキッキング   | 騸4  | 58   | 藤田菜七子 | 栗東   | 村山明     | 3.4    | 2    |
| 4    | 8    | シャインヴィットウ | 牡5  | 56   | 田中勝春   | 美浦   | 小野次郎   | 237.7  | 15   |
| 5    | 9    | オウケンビリーヴ   | 牝6  | 54   | 横山典弘   | 美浦   | 和田勇介   | 59.5   | 9    |
| 5    | 10   | レッドアネラ       | 牝4  | 54   | 内田博幸   | 美浦   | 加藤征弘   | 23.3   | 6    |
| 6    | 11   | ハニージェイド     | 牝5  | 54   | 柴山雄一   | 栗東   | 鮫島一歩   | 67.9   | 11   |
| 6    | 12   | テーオージーニアス | 牡4  | 56   | 丸山元気   | 栗東   | 梅田智之   | 5.5    | 3    |
| \|7  | 13   | タテヤマ           | 牡5  | 56   | 大野拓弥   | 栗東   | 渡辺薫彦   | 33.1   | 8    |
| \|7  | 14   | シュウジ           | 牡6  | 57   | 三浦皇成   | 栗東   | 須貝尚介   | 30.6   | 7    |
| 8    | 15   | ヒロシゲゴールド   | 牡4  | 56   | 津村明秀   | 栗東   | 北出成人   | 9.0    | 4    |
| 8    | 16   | オールドベイリー   | 騸5  | 56   | 武藤雅     | 栗東   | 中内田充正 | 132.3  | 13   |

## レース結果
| 着順 | 枠番 | 馬番 | 競走馬名           | タイム | 着差   | 人気 | オッズ |
| ---- | ---- | ---- | ------------------ | ------ | ------ | ---- | ------ |
| 1着  | 4    | 7    | コパノキッキング   | 1:09.3 |        | 2    | 3.4    |
| 2着  | 6    | 12   | テーオージーニアス | 1:09.7 | 2.1/2  | 3    | 5.5    |
| 3着  | 7    | 14   | シュウジ           | 1:09.7 | ハナ   | 7    | 30.6   |
| 4着  | 5    | 10   | レッドアネラ       | 1:09.9 | 1      | 6    | 23.3   |
| 5着  | 2    | 4    | ゴールドクイーン   | 1:09.9 | クビ   | 1    | 2.3    |
| 6着  | 8    | 15   | ヒロシゲゴールド   | 1:10.0 | 1/2    | 4    | 9.0    |
| 7着  | 7    | 13   | タテヤマ           | 1:10.1 | 1/2    | 8    | 33.1   |
| 8着  | 1    | 1    | ドリュウ           | 1:10.2 | 1/2    | 5    | 16.3   |
| 9着  | 2    | 3    | ヒザクリゲ         | 1:10.3 | 1/2    | 10   | 66.2   |
| 10着 | 5    | 9    | オウケンビリーヴ   | 1:10.3 | ハナ   | 9    | 59.5   |
| 11着 | 3    | 6    | ダノングッド       | 1:10.3 | アタマ | 16   | 256.3  |
| 12着 | 6    | 11   | ハニージェイド     | 1:10.3 | クビ   | 11   | 67.9   |
| 13着 | 3    | 5    | ハングリーベン     | 1:10.4 | クビ   | 12   | 122.3  |
| 14着 | 8    | 16   | オールドベイリー   | 1:10.9 | 3      | 13   | 132.3  |
| 15着 | 1    | 2    | ビップライブリー   | 1:10.9 | アタマ | 14   | 192.0  |
| 16着 | 4    | 8    | シャインヴィットウ | 1:11.3 | 2.1/2  | 15   | 237.7  |

### データ
| ラップタイム | 11.7 - 10.2 - 11.0 - 11.6 - 12.0 - 12.8             |
| ペース       | 11.7 - 21.9 - 32.9 - 44.5 - 56.5 - 69.3 (32.9-36.4) |

### 配当
| 単勝   | 7           | 340円   |
| 複勝   | 7           | 160円   |
| 複勝   | 12          | 190円   |
| 複勝   | 14          | 460円   |
| 枠連   | 4 - 6       | 1070円  |
| 馬連   | 7 - 12      | 900円   |
| ワイド | 7 - 12      | 420円   |
| ワイド | 7 - 14      | 1560円  |
| ワイド | 12 - 14     | 1820円  |
| 馬単   | 7 → 12      | 1550円  |
| 3連複  | 7 - 12 - 14 | 6640円  |
| 3連単  | 7 → 12 → 14 | 24080円 |

## 記録

### コパノキッキング
通算9勝目、重賞は2018年のカペラステークス、2019年の根岸ステークス、東京盃に続いて4勝目。カペラステークス2連覇。

### 藤田菜七子
JRA所属の女性騎手として初めてJRA重賞勝利となった。
| 月日       | 開催 | 格   | 競走名        | 騎乗馬             | 人気 | 着順 | 1着馬                  |
| ---------- | ---- | ---- | ------------- | ------------------ | ---- | ---- | ---------------------- |
| 2016.03.20 | 中山 | GII  | スプリングS   | モウカッテル       | 8人  | 9着  | マウントロブソン       |
| 0000.05.29 | 東京 | GII  | 目黒記念      | サイモントルナーレ | 15人 | 13着 | クリプトグラム         |
| 2017.02.18 | 東京 | GIII | ダイヤモンドS | サイモントルナーレ | 13人 | 14着 | アルバート             |
| 0000.09.03 | 小倉 | GIII | 小倉2歳S      | フローラルシトラス | 6人  | 18着 | アサクサゲンキ         |
| 0000.12.02 | 中山 | GII  | ステイヤーズS | サイモントルナーレ | 9人  | 10人 | アルバート             |
| 2018.01.05 | 中山 | GIII | フェアリーS   | ジョブックコメン   | 10人 | 9着  | プリモシーン           |
| 0000.06.17 | 東京 | GIII | ユニコーンS   | ミックベンハー     | 14人 | 11着 | ルヴァンスレーヴ       |
| 0000.09.02 | 新潟 | GIII | 新潟記念      | ベアインマインド   | 7人  | 8着  | ブラストワンピース     |
| 0000.11.11 | 福島 | GIII | 福島記念      | トミケンスラーヴァ | 14人 | 16着 | スティッフェリオ       |
| 0000.12.09 | 中山 | GIII | カペラS       | ブラゾンドゥリス   | 14人 | 16着 | コパノキッキング       |
| 2019.02.17 | 東京 | GI   | フェブラリーS | コパノキッキング   | 4人  | 5着  | インティ               |
| 0000.03.24 | 中京 | GI   | 高松宮記念    | スノードラゴン     | 10人 | 17着 | ミスターメロディ       |
| 0000.04.21 | 東京 | GII  | フローラS     | ヴィエナブロー     | 15人 | 16着 | ウィクトーリア         |
| 0000.05.26 | 東京 | GII  | 目黒記念      | アクションスター   | 12人 | 9着  | ルックトゥワイス       |
| 0000.07.07 | 福島 | GIII | 七夕賞        | ゴールドサーベラス | 11着 | 4着  | ミッキースワロー       |
| 0000.07.28 | 新潟 | GIII | アイビスSD    | レッドラウダ       | 13人 | 9着  | ライオンボス           |
| 0000.09.01 | 新潟 | GIII | 新潟記念      | ゴールドサーベラス | 15人 | 9着  | ユーキャンスマイル     |
| 0000.09.07 | 中山 | GIII | 紫苑S         | スパークオブライフ | 13人 | 9着  | パッシングスルー       |
| 0000.09.22 | 中山 | GII  | オールカマー  | トニーファイブ     | 9人  | 10着 | スティッフェリオ       |
| 0000.11.02 | 東京 | GII  | 京王杯2歳S    | グレイトホーン     | 5人  | 5着  | タイセイビジョン       |
| 0000.11.10 | 福島 | GIII | 福島記念      | アドマイヤジャスタ | 7人  | 12着 | クレッシェンドラヴ     |
| 0000.12.07 | 中京 | GIII | 中日新聞杯    | ミスマンマミーア   | 12人 | 10着 | サトノガーネット       |
| 0000.12.08 | 中山 | GIII | カペラS       | コパノキッキング   | 2人  | 1着  | （テーオージーニアス） |

重賞初挑戦は2016年3月20日、スプリングステークスに田中邦彦所有のモウカッテルに騎乗し9着となった。藤田はレース後、「同じレースでも重賞は違いますね。でも、変わらず乗れました。(勝負どころで)勝ち馬と一緒に上がって行ければ…」と自己評価をした。
GI初挑戦は2019年2月17日、フェブラリーステークスにコパノキッキングに騎乗し5着となった。（詳細は第36回フェブラリーステークスを参照）
同年3月24日の高松宮記念では、GI優勝経験馬、2014年のスプリンターズステークスを制したスノードラゴンの引退レースの鞍上に抜擢、17着となった。今回は重賞23回目の騎乗で制覇となった。

#### その他
本レースの売上は31億7309万5200円で、2018年の30億9682万9900円より増加した。

## エピソード

### コパノキッキング
- 騎乗した藤田菜七子は「行ければ（逃げ馬の）番手の競馬を、と思っていましたしそれなりに出して行けました。（コパノキッキングが）一番強いと思って乗っていましたし、一歩一歩伸びてくれました。この一年乗せてくれて悔しい思いもしたこともありますが、コパノキッキングにはありがとうと言いたいですし、勝つことができてとてもうれしいです。少しずつではありますが、（自分も）成長している感じがしますので、これからも応援してくれるとうれしいです」と語った[30][21]。

### シュウジ
- 騎乗した三浦皇成は、「中山のダートはこの馬に合っています。今日は行く馬が多かったので、その後ろの良いポジションを取れました。終いもしっかり伸びました。良い内容のレースだったと思います」と回顧した[30]。

### レッドアネラ
- 騎乗した内田博幸は、「前へ行く馬が何頭かいましたが、スタートが速くスピードもあるので自然にハナに行けました。道中は良い感じで、早め先頭に立つと良くないと聞いていたので、併せ馬の状態で走らせました。勝ったかと思った瞬間もありました。よく頑張りました」とした[31]。

### ゴールドクイーン
- 騎乗した古川吉洋は、「どうも難しい馬です。今日は行きっぷりが良くありませんでした。時々そういう所を出す馬ですが、この時計で走れないはずのない能力のある馬です。気性面なのでしょうか」とした[32]。

### タテヤマ
- 騎乗した大野拓弥は、「去年より覇気がありました。競馬も上手になってだいぶ馬群の中でも我慢できるようになっています」とした[33]。

## 評価
- 野球評論家の張本勲は、TBSテレビの番組サンデーモーニングにて藤田の騎乗を「男女平等と言ったって男の方が力がありますわね。これで全体で99勝」とし「あっぱれ」の評価を与えた。ゲスト解説として出演したバドミントン元日本代表の小椋久美子も「男の中で勝てるというのがすごいと思います。普通に考えて難しいですよね。筋力的な問題とかもあると思うので」とコメントした[34]。